# 珠泉院
珠泉院（しゅせんいん）は岐阜県岐阜市三田洞にある十一面観世音菩薩を本尊とする臨済宗妙心寺派（東海派）の寺院で、山号は紫雲山と称する。美濃四国39番札所。
慶長年間に淳岩が小堂を設け、その法嗣徳公が住持となり粟野の地に開かれる。江戸時代後期に禅志和尚の代で伽藍が修繕され、昭和48年（1973年）に現在地に移転した。
泰澄作と伝わる本尊十一面観世音菩薩の他、弘法大師像、釈迦如来などが祀られている。